# Stara Wieś (województwo śląskie)

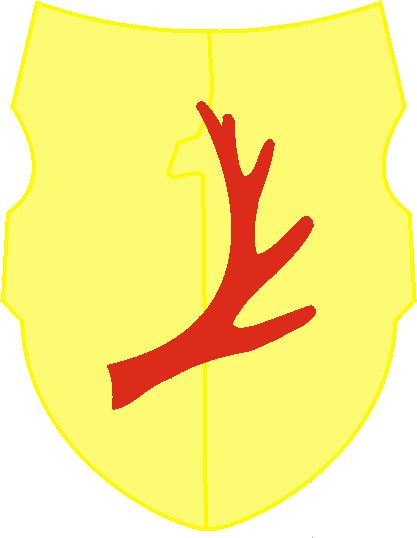
Nieoficjalny herb wsi Starej Wsi

Stara Wieś – wieś w Polsce, położona w województwie śląskim, w powiecie bielskim, w gminie Wilamowice, która wchodzi w skład Euroregionu Beskidy.
W latach 1975–1998 Stara Wieś wchodziła w skład administracyjny województwa bielskiego.

## Geografia
Sołectwo Stara Wieś w województwie śląskim graniczy z siedzibą gminy Wilamowice, sołectwami Dankowice, Pisarzowice, Bestwina, Janowice.
Integralnymi częściami wsi są Biała Glina, Dębina, Kamieniec, Kępa Dolna, Kępa Górna, Łąka, Międzylesie, Nowy Świat, Podlas, Pole Wilamowskie, Skowronek, Stara Wieś Dolna, Stara Wieś Górna, Talerz, Zaolzie, a także przysiółek Pole Janowskie.

## Historia
Osada wiejska założona została przez osadników przybyłych z zachodu być może już w połowie XIII wieku, kilka lat po najeździe mongolskim na Polskę w 1241. Z powodu braku jednoznacznych źródeł nie wiadomo, czy miało to związek z nadaniem przez księcia opolskiego Mieszka Otyłego pomiędzy 1243-1246 w kasztelanii oświęcimskiej 500 łanów ziemi (ok. 121 km²) cystersom z Lubiąża. Osadnicy ci założyli następnie również pobliskie Wilamowice i na początku XIV wieku funkcjonowały już dwie parafie, po raz pierwszy wzmiankowano w 1326 w spisie świętopietrza dekanatu Oświęcim diecezji krakowskiej. Starą Wieś wzmiankowano pod nazwą Antiquo Willamowicz, a zapis ten jest otwarty do interpretacji, a typowo polska końcówka patronimiczna – (ow)ice mogła być oznaką postępującej asymilacji. Jednoznacznie niemiecka nazwa Wilmsdorff pojawiła się w 1440, w czasie gdy w okolice istniejącej już bielskiej wyspy językowej dotarła kolejna fala osadnictwa niemieckiego. Z analizy języka i stroju późniejszych mieszkańców Wilamowic wywnioskować można, że wspomniani osadnicy wywodzili się z Fryzji i Flandrii, a z nazwy miejscowości, że jej zasadźcą był według późniejszej tradycji niejaki William (jakoby ze Szkocji), lub Wilam (dolnoniemiecki wariant im. Wilhelm). Jako Stara Wieś (niem. Altdorf) miejscowość występuje w dokumentach od 1444 roku.
Do 1377 wspólnym właścicielem Starych i Nowych Wilamowic był niejaki Zdzisław z Nowych Wilamowic. Po Zdzisławie z Nowych Wilamowic, osada wiejska nazywana Starymi Wilamowicami, została zajęta przez rycerzy i stała się własnością Bibersteinów, którzy z biegiem czasu przyjęli nazwisko na Starowieyscy. Tak powstała nazwa miejscowości „Stara Wieś” z herbem Biberstein (herb szlachecki) rzekomo nieoficjalnym.
W dokumencie sprzedaży księstwa oświęcimskiego Koronie Polskiej wystawionym przez Jana IV oświęcimskiego 21 lutego 1457 roku, obecna miejscowość wymieniona była jako Stara Wyesz.
W 1522 roku Krzysztof Starowieyski h. Biberstein, wybudował stojący do dziś drewniany kościół Podwyższenia Krzyża Świętego. Według wizytacji kościelnej z 1598 roku w miejscowości Stara Wieś, funkcjonowała przykościelna szkoła parafialna (Schola cantorum). Po roku 1522 nastąpił rozłam osadników w Starej Wsi na dwie części – górną i dolną. Jeden z kolejnych właścicieli górnej części osady Starej Wsi, Jan Przypkowski samowolnie uwolnił (wasali) w 1572 chłopów od poddaństwa osobistego, uczynił to bez prawnego aktu potwierdzenia. W 1599 roku, Jan Przypkowski sprzedał swoją część górnej wsi właścicielowi części dolnej, Andrzejowi Starowieyskiemu h. Biberstein, który przywrócił poddaństwo (wasalstwo), doprowadziło to buntu chłopów, którzy dokonali samosądu i zamordowali właściciela Andrzeja Starowieyskiego h. Biberstein w Starej Wsi w roku 1600. Co najmniej do roku 1644 kościół przynależał do dekanatu oświęcimskiego.
W czasie najazdu szwedzkiego, nacierające z północy na południe zagony szwedzkie, około dnia 20 lutego 1656 roku splądrowały Starą Wieś, paląc kilka chłopskich domów, rabując dwór i zabierając monstrancję z drewnianego kościoła, której do dziś nie zwrócono.
Po I rozbiorze Polski (1772) miejscowość Stara Wieś, weszła w skład terenów podległych austriackiej Galicji. W 1787 powstała pierwsza szkoła podstawowa, w której nauczano po niemiecku i po polsku, pierwszym nauczycielem i zarazem dyrektorem (kierownikiem) był Błażej Wesołowski. Rdzenni mieszkańcy Starej Wsi, pod zaborem austriackim, mieli nieco większe swobody narodowościowe do tworzenia kultury i zwyczajów ludowych, niż w innych zaborach (niemieckim czy rosyjskim). 123 lata bezpaństwowości mieszkańców Starej Wsi, zmieniło życie administracyjne mieszkańców, ale nie kulturę, tradycję oraz obyczaje.
23 grudnia 1924 Starą Wieś Dolną połączono ze Starą Wsią Górną w jedną jednostkę o nazwie Stara Wieś.

## Współcześnie
W miejscowości sołeckiej pod nazwą Stara Wieś, znajduje się:
- Szkoła Podstawowa im. ks. kan. Stefana Wojtyłki
- Zespół Szkolno-Przedszkolny[17]
- Ochotnicza Straż Pożarna
- UKS VICTORIA[18]

## Krajobraz
Przez miejscowość przepływa rzeka Skowronka. W Starej Wsi znajdują się stawy hodowlane (głównie karpia, ale także szczupaka, amura, lina i tołpygi). Z otaczających pagórków Starej Wsi roztaczają się widoki na pobliski Beskid Mały i Śląski. Punktem widokowym w wiosce jest położona na wysokości 306 m n.p.m. tzw. „Biała Glina”, na której w roku 2000 ustawiony został krzyż milenijny.

## Religia
We wsi działa rzymskokatolicka parafia Podwyższenia Krzyża Świętego.

## Zabytki
- Dwór w Starej Wsi Górnej wzniesiony w drugiej połowie XVIII wieku w miejscu poprzedniego, wybudowanego prawdopodobnie pod koniec XVI wieku
- Niektóre zachowane budynki drewniane z charakterystycznymi szczytami
- Zabytkowa zabudowa mieszkalno gospodarcza (drewniano – murowana) w Starej Wsi Dolnej, przysiółek Biała Glina przy ul. Dolnej 66,
- Drewniany kościół parafialny pod wezwaniem Podwyższenia Krzyża Świętego z 1522 roku. Jest on jednym z nielicznych, tak starych zabytków sakralnych w najbliższej okolicy. Ponadto w jego wnętrzu zwraca uwagę obraz „Ukrzyżowanie” należący do tryptyku z początku XVI wieku. Kościół znajduje się na szlaku architektury drewnianej woj. śląskiego
- Trzy kapliczki z I połowy XIX wieku i okoliczne krzyże przydrożne
- Stara przykościelna szkoła parafialna (Schola Cantorum) z roku 1598, zwana popularnie wśród mieszkańców sołectwa jako organistówka, której celem była oświata katolicka i powszechna[20]
- Cmentarz parafialny – przykościelny

## Urodzeni w Starej Wsi
- Kazimierz Nycz – kardynał metropolita warszawski;
- Bronisław Zeman – scenarzysta, reżyser;
- Władysław Jonkisz – działacz PZPR, I sekretarz komitetu wojewódzkiego w Częstochowie.